# Christian Gottfried Körner
Christian Gottfried Körner, né le 2 juillet 1756 et mort le 13 mai 1831, est un musicologue allemand.

## Biographie
Il étudie la législation à l'Université de Göttingen et à l'Université de Leipzig. Il obtient son diplôme à Leipzig. En 1783 il devient chef conseiller de la Lutheran Upper Consistory de Dresde ; il est assigné à l'office du juge de la Cour d'Appel en 1790.
Sa maison de Dresde est un important centre culturel et artistique. Il fait construire un petit théâtre dans sa maison, dans lequel sa famille et ses amis font des représentations. Plusieurs représentation de Friedrich Schiller, ami proche, ont reçu leur première privée dans ce théâtre. Il correspond aussi avec Goethe. Schiller a vécu avec Christian Gotffried Körner entre 1785 et 1787
Durant la bataille de Leipzig en 1813, durant l'occupation par l'Empire Russe de la ville, il est conseiller du gouvernement russe. En 1815, il est forcé de quitter ses fonctions à Dresde, à la suite de conflits hiérarchiques à propos de la collaboration avec Napoléon. Il trouve un autre poste, cependant, au service de la Prusse à Berlin en 1815, où il est conseiller d'état puis plus tard Conseiller Privé au nouveau Ministère de l'Éducation.
Il a publié un essai, Über den Charakter der Töne oder über Charakterdarstellung in der Musik (Horen, 1775) et a composé des lieder.

### Dictionnaires et encyclopédies
- Theodore Baker et Alain Pâris (trad. Marie-Stella Pâris), Dictionnaire biographique des musiciens, R. Laffont, 1995 (ISBN 2-221-90103-7, 978-2-221-90103-8 et 2-221-06510-7, OCLC 896013421, lire en ligne)